# Willenhall
Willenhall [ˈwɪɔllˌhɔːl] ist eine Stadt mit etwa 28.000 Einwohnern in den West Midlands in England. Sie gehört zum Metropolitan Borough of Walsall und liegt zwischen Walsall und Wolverhampton am River Tame.

## Geschichte
Im achten Jahrhundert wurde der Ort erstmals als Willenhalch in einem Vertrag von König Æthelbald von Mercia erwähnt.
Erst im 18. Jahrhundert gelangte der Ort zu einer gewissen Bedeutung im Zuge der Industrialisierung. Schmiede- und Schlosserarbeiten gehörte zu den wesentlichen Wirtschaftszweige.
Bis 1840 bestand in Willenhall keine eigene Pfarrkirche. Mit der Errichtung von St. Giles entstand der erste eigenständige Pfarrbezirk der Kirche von England.

## Sehenswürdigkeiten
- Seit 1987 besteht in Willenhall ein Schlossereimuseum.
- Uhrenturm
- Kirche Saint-Giles
- altes Rathaus (heutige Bibliothek)
- Windmühlen

## Städtepartnerschaft
Drancy (Frankreich)

## Söhne und Töchter der Stadt
- Bert Bliss (1890–1968), Fußballspieler
- Percy Hartill (1892–1964), Erzdiakon von Stoke (1935–1955)
- Joe Boyden (1929–2022), Fußballspieler
- Terry Pitt (1931–1986), Politologe, Mitglied des Europäischen Parlaments (1984–1986)
- Johnny Watkiss (* 1941), australischer Fußballspieler
- Allan Clarke (* 1946), Fußballspieler
- Wayne Clarke (* 1961), Fußballspieler
- Stuart Dangerfield (* 1971), Rennradfahrer